# 洛斯特內申 (愛荷華州)
洛斯特內申（英語：Lost Nation）是一個位於美國愛荷華州克林頓縣的城市。

## 地理
洛斯特內申的座標為41°57′51″N 90°49′03″W / 41.96417°N 90.81750°W，而該地的平均海拔高度為230米（即755英尺）。

## 人口
根據2010年美國人口普查的數據，洛斯特內申的面積為1.66平方千米，當中陸地面積為1.66平方千米，而水域面積為0.00平方千米。當地共有人口446人，而人口密度為每平方千米268人。